# Alberto Paloschi
Alberto Paloschi, född 4 januari 1990 i Chiari i provinsen Brescia i Italien, är en italiensk fotbollsspelare som spelar för den italienska klubben Siena.

## Karriär
Den 19 augusti 2021 värvades Paloschi av Serie C-klubben Siena, där han skrev på ett fyraårskontrakt.